# Marie Bergman
Kajsa Marie Bergman Englund, tidigare Bergman Brunkell, ogift Bergman, född 21 november 1950 i S:t Matteus församling i Stockholm, är en svensk sångare. Hon var tidigt i karriären medlem i Family Four och har sedan 1974 haft solokarriär. Bergman har deltagit fyra gånger i Melodifestivalen och har tre gånger stått som segrare.

## Biografi
Marie Bergman började karriären på 1960-talet, bland annat på Vispråmen Storken i Stockholm. Hon uppträdde även tillsammans med Thérèse Juel i duon Marie & Thérèse. 1968–1969 sjöng hon i Putte Wickmans band, 1969–1973 var hon medlem i Family Four och 1974 inleddes solokarriären. Från det första albumet Mitt ansikte (1974) till det senaste, Den mänskliga faktorn (2014), har det blivit 21 skivor: 16 med eget material, två jazzskivor, två samlingsalbum och ett livealbum. 
Bergman har vunnit Melodifestivalen tre gånger: 1971 och  1972 med Family Four och 1994 med Roger Pontare.
Hon har spelat fyra gånger på visfestivalen i Västervik och lika många gånger på Roskildefestivalen. Hennes band Magic Body Band var under många år en av Danmarks populäraste grupper. Bland övriga projekt märks krogshower på Berns och Hamburger Börs och huvudrollen i Riksteaterns musikal Min vän mördaren. Hon har också gjort skivor med och samarbetar med Danish Radio Big Band samt turnerar med egen jazztrio.
Bergman håller seminarier och undervisar bland annat på Musikhögskolorna i Köpenhamn och Århus. Hon är gästlärare på Visskolan i Västervik samt vislinjen på Nordiska folkhögskolan i Kungälv.

### Marie Bergman-stipendiet
År 2011 instiftades ett stipendium i hennes namn av Visfest Mälardalen. Det är ett icke sökbart arbetsstipendium som delas ut av en jury där Bergman själv ingår. Syftet är att stötta artister och entreprenörer i musikbranschen. Stipendiaten ska erbjudas verktyg för att arbeta med sitt musikaliska uttryck och samtidigt bli en god entreprenör.
Stipendiaten ska ha enligt reglerna behärska sitt instrument, det vill säga både sin röst och sitt ackompanjerande instrument, och ha ett starkt personligt uttryck. Vidare krävs en förmåga att berätta en historia. Första stipendiat, år 2011, var artisten Anna Stadling.

## Familj
Marie Bergman var första gången gift 1974–1978 med Christer Brunkell (född 1944) och har med honom en dotter (född 1975). Andra gången gifte hon sig 1981 med gitarristen och musikproducenten Lasse Englund (född 1951).

## Diskografi

### Studioalbum
- 1974 – Mitt ansikte
- 1977 – Närma mej
- 1979 – Iris
- 1980 – Jorden är platt (barnskiva)
- 1981 – ...hjärtats lust
- 1982 – Instant energi (Marie Bergman Band)
- 1983 – Möjliga mysterier (Marie Bergman & Magic Body Band)
- 1985 – Mångalen (Marie Bergman & Magic Body Band)
- 1989 – Kärlekens ansikte
- 1990 – Heya he'ya
- 1992 – Varje människa bär en historia
- 1994 – But Beautiful
- 1996 – Fruit
- 1998 – Bergman & Bellman (Marie Bergman & Anders Bergman spelar Carl Michael Bellman)
- 2002 – Who Calls the Tune
- 2004 – Marie och de tre vise männen (Sånger av C.M. Bellman, Evert Taube och Cornelis Vreeswijk)
- 2009 – Det liv du får
- 2014 – Den mänskliga faktorn

### Livealbum
- 1993 – Levande

### Samlingsalbum
- 1986 – Pärlor – Marie's bästa
- 2000 – Guldkorn

## Filmmusik
- 2010 – Blood Calls You [13]

## Musiktryck
- Bergman, Marie (1977). Tjugoen visor. Stockholm: Multitone. Libris 785677
- Iris Stockholm: Multitone, 1979

## Priser och utmärkelser
- 1982 – Dagens Nyheters Kasperpris[14]
- 1983 – Aftonbladets Rockbjörnen[14]
- 1989 – Grammis som "Årets textförfattare"[14]
- 1993 – Karamelodiktstipendiet[15][14]
- 1999 – Stockholms stads Bellmanpris[14]
- 2003 – Evert Taubes minnesstipendium[14]
- 2008 – Nils Ferlin-Sällskapets trubadurpris[16]
- 2009 – Fred Åkerström-stipendiet[17]
- 2014 – Cornelis Vreeswijk-stipendiet[18]
- 2018 – Invald i Swedish Music Hall of Fame[19]